# 밴더그래프 발전기

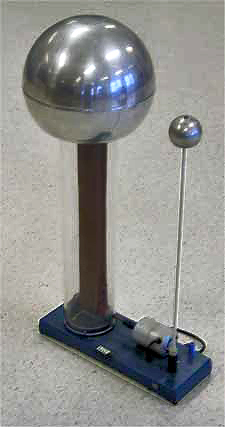
밴더그래프 발전기

밴더그래프 발전기(Van de Graaff generator)는 미국의 물리학자 로버트 J. 밴더그래프에 의해 1929년에 발명된 정전 기전기(靜電 起電器)이다. 내부의 벨트를 이용하여 전하를 모아 위쪽에 설치한 금속공에 축적한다. 매우 높은 수준까지 전위차를 만들수 있어 높은 전압을 낼 수 있지만 저장할 수 있는 전류는 작다.
오늘날의 밴더그래프 발전기는 최대 5 메가볼트 이상 전위차를 만들어낼 수 있다. 책상 위에 올려 놓을 수 있는 크기 정도의 것도 1십만 볼트의 전위차를 만들어 방전 스파크를 볼 수 있다. 소형 밴더그래프 발전기는 정전기의 교육용이나 놀이용으로 제작된다. 과학 박물관과 같은 곳에서는 매우 큰 밴더그래프 발전기를 설치하기도 한다.
밴더그래프 발전기는 원래 물리학 연구를 위한 입자 가속기로 개발되었다. 높은 전위차를 이용하여 아원자 입자를 가속할 때 쓰였다. 1930년대에 사이클로트론이 개발되기 전까지 가장 강한 입자 가속 능력을 보였다. 핵의학 분야에서는 여전히 밴더그래프 발전기로 에너지 입자를 가속하여 엑스선을 발생시킨다. 두 개의 발전기를 결합하여 하나는 양전하를 축적하고 다른 하나는 음전하를 축적하면 두 배의 효과를 볼 수 있다. 이를 "탠덤 밴더그래프 가속기"(tandem Van de Graaff accelerator)라고 하는데, 브룩해븐 국립 연구소의 텐번 밴더그래프는 3천만 볼트의 전위차를 만들어낸다.
밴더그래프 발전기의 최대 전위차는 공기의 절연파괴때문에 일어나는 코로나 방전때문에 5 메가볼트가 한계이다. 산업용으로 쓰이는 밴더그래프 발전기는 절연 기체를 채워 넣은 탱크에 설치하며 이 경우엔 25 메가볼트까지 전위차를 낼 수 있다.

## 개요

밴더그래프 발전기의 다이어그램

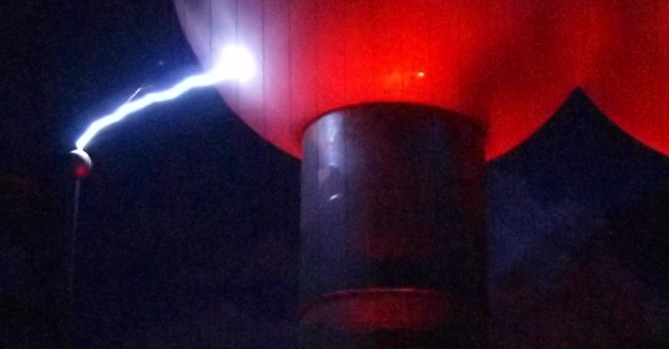
메사추세츠 보스턴의 과학 박물관에 설치된 세계 최대의 밴더그래프 발전기가 보여주는 방전 스파크

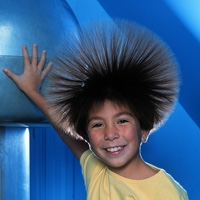
미국 세인트루이스 어린이 박물관에 설치된 밴더그래프 발전기. 손을 갖다대면 덮개에 충전되어 있던 정전기 때문에 머리카락이 곤두선다.

간단한 밴더그래프 발전기는 고무와 같이 유연한 절연체로 된 벨트가 서로 다른 재질의 금속 롤러에 걸려 있는 구조를 갖고 있다.  윗쪽 금속은 금속으로 된 구형 덮개가 감싸고 있다. 그림의 (2)번과 (7번)의 두 전극은 뾰족한 형태의 금속 핀으로 롤러 근처에 놓여 대전된다. (2)번 전극은 덮개와 연결되어 있고, (7)번 전극은 접지되어 있다. 밴더그래프 발전기는 마찰전기를 일으키는 방식으로 대전된다. 서로 다른 금속으로 된 롤러의 전자 친화도가 다르기 때문에 롤러가 돌아가며 발생된 정전기 전하는 음전하와 양전하로 나뉘어 몰리게 된다. 윗쪽 롤러의 전하는 다시 근처의 전극을 통해 덮개에 축적된다. 덮개의 모양은 꼭 구형일 필요는 없지만 전하는 뾰족한 곳에 몰리는 성질을 지니므로 되도록 부드러운 곡면이어야 한다.
밴더그래프발전기가 낼 수 있는 최대 전위차는 덮개의 지름과 전기장의 크기를 곱한 값이 된다. 그러나 덮개의 지름이 커지더라도 일정 정도 전압이 올라가면 둘러싸고 있는 기체와 코로나 방전을 일으키게 되어 그 보다 올라갈 수는 없다. 표준 온도 압력에서 대기의 절연파괴 전압은 약 30 kV/cm이다. 따라서 지름 30 cm 가량의 밴더그래프 발전기라면 약 450 kV에서 공기와 코로나 방전을 일으키게 된다.

## 특허
- US1991236 - 정전 기전기
- US2922905 - 양전자 가속기의 전자 부하 감소를 위한 장치

## 같이 보기
- 인물
  - 로버트 J. 밴더그래프
- 고전압 (High voltage)
- 마찰전기
- 정전기
- 정전기 유도 (Electrostatic induction)